# Doomsday Machine (Arch Enemy)
Doomsday Machine (2005) is het zevende album van de Zweedse deathmetalband Arch Enemy.

## Inhoud
1. Enter The Machine
2. Taking Back My Soul
3. Nemesis
4. My Apocalypse
5. Carry The Cross
6. I Am Legend/Out For Blood
7. Skeleton Dance
8. Hybrids Of Steel
9. Mechanic God Creation
10. Machtskampf
11. Slaves Of Yesterday